# Marie-Pierre Thiébaut
 (octobre 2021).
Marie-Pierre Thiébaut (10 mars 1928 - 19 janvier 2010) est une artiste, sculpteur et plasticienne française.
Les matériaux privilégiés de l’artiste sont la terre (qu’elle modèle ou qu’elle utilise comme pigment), le bois, le plâtre et le ciment (dont elle explore les potentialités expressives). Une part importante de son travail réside également en des séries d’empreintes de doigts, paumes, mains, seins et ventres qui sont autant d’estampes du vivant. Le lien physique qu’elle établit entre la nature, le corps et l’œuvre, est de l’ordre d’une pratique originelle. Son œuvre exprime une force personnelle de création, développée en marge de toute pensée théorique. Pour autant son geste prête à conséquence, instinctif et mesuré tout en pudeur et en effacement. Marie-Pierre Thiébaut donne à voir un univers sensible, sensuel, troublant et fragile.

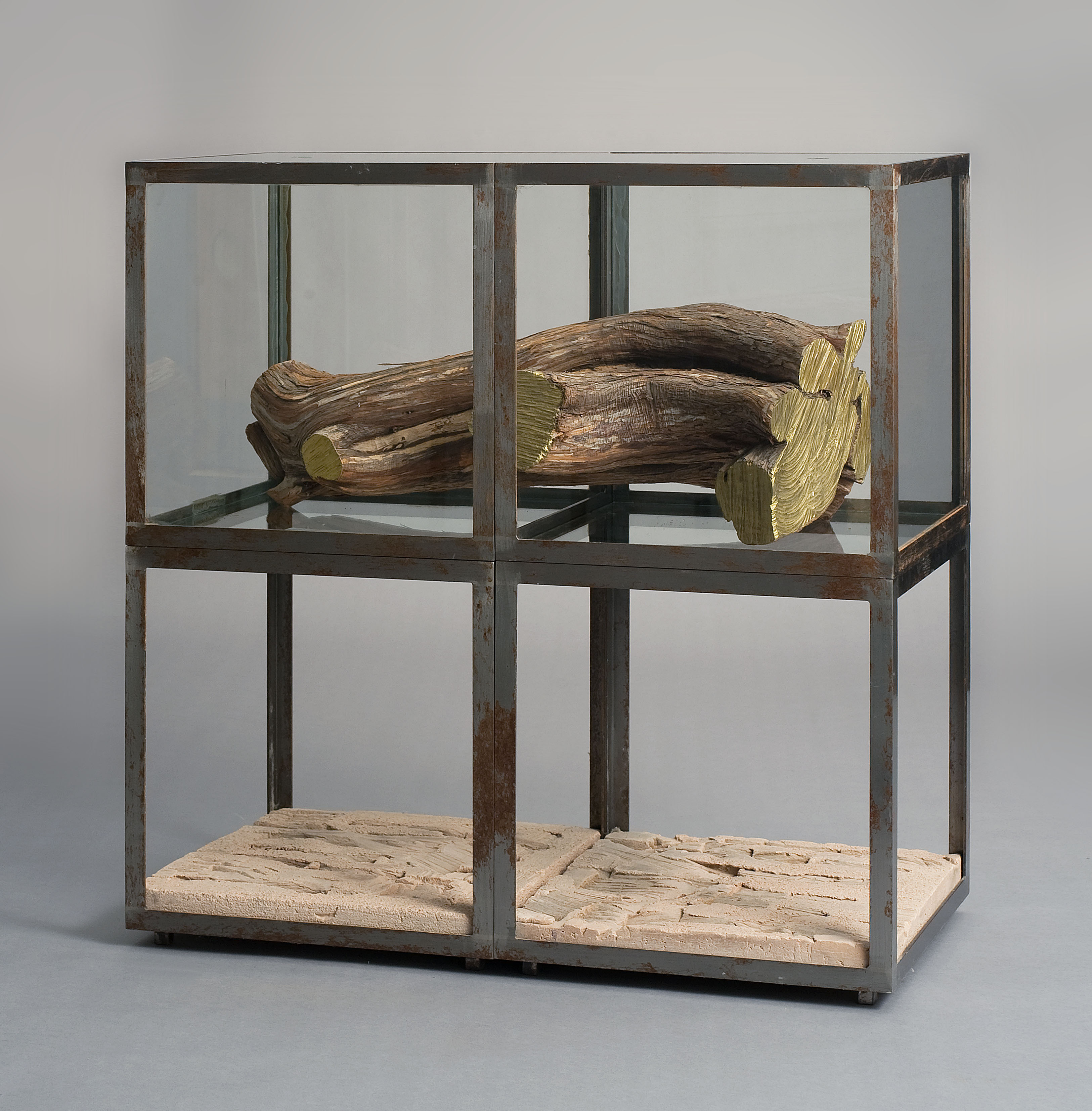
Marie-Pierre Thiébaut "Reliquaire", vers 1990. Plaques de terre cuite avec empreintes, bois de cade doré à la feuille, verre, métal.. Coll. musée de l'Hospice Saint-Roch, Issoudun. Don

## Biographie
Cette artiste née en 1928 à Rosières-aux-Salines est issue d’une famille de bâtisseurs en Meurthe-et-Moselle. Après un bac en philosophie au collège de Langres, elle choisit de rejoindre Paris au début des années 1950, où elle se marie avec le peintre Charles Pierre Humbert(1920-1992). À partir de 1954, elle se forme à la sculpture auprès d’Ossip Zadkine à l’académie de la Grande Chaumière. Cet atelier (encore en activité) formera de grands noms de la sculpture et de la peinture du XXe Siècle tels que Louise Bourgeois, Amadeo Modigliani, Eugène Leroy ou encore Joan Miró.
En 1967 et 1968, Marie-Pierre Thiébaut collabore en Algérie avec l’architecte et urbaniste Fernand Pouillon (1912-1986), qui associe à ses réalisations des artistes, tels que des sculpteurs et des céramistes. Marie-Pierre Thiébaut crée pour lui des fontaines, claustras, volières et portes de bronze destinées à décorer de grands hôtels ou encore le Ministère du tourisme Algérien. Marie-Pierre Thiébaut sera alors inspirée par la découverte du Sud algérien et ses constructions traditionnelles, souvent en torchis, aux volumes simples et à la décoration dépouillée.
Après cette collaboration, l’artiste s’installe définitivement à Gordes en 1968, dans le Vaucluse, où elle approfondit ses recherches. Marie-Pierre Thiébaut construit son atelier à proximité d’une borie qu’elle aménage. Elle a besoin de cette nature environnante pour travailler. Nombre de ses œuvres seront photographiées par Michelle Porte, comme s’intégrant à ce paysage. Ponctuellement, à la demande d’amis, elle construit et aménage dans la région des habitations et des ateliers. Le style épuré de l’architecture de Marie-Pierre Thiébaut, que beaucoup définissent comme une « architecture-sculpture ». Toujours en lien avec un environnement naturel, ces habitations se distinguent par un aménagement conçu de l’intérieur vers l’extérieur, adapté à l’activité du futur propriétaire. Le mobilier est intégré à la construction, les murs de plâtre sont laissés blanc pour repousser la chaleur et la décoration se résume à des objets sobres ou traditionnels.
De nombreuses personnalités de l’art tels que François Barré, le peintre Jean Degottex et sa femme Renée Beslon, ou encore le philosophe et critique d’art Maurice Benhamou, s’intéressent à son travail, préfacent ses expositions et deviennent des amis. Marie-Pierre Thiébaut restera toujours en marge du « marché de l’art ». Effacement et pudeur d’une artiste dont le travail est profondément et intimement lié à la nature, à son expérience, à son ressenti, dans laquelle Marie-Pierre Thiébaut puise sa force de création. Liée d’une très forte amitié avec l’écrivaine Marguerite Duras, et la cinéaste Michelle Porte, ces trois femmes s’inspireront et s’influenceront artistiquement. Toutes ces personnalités s’exprimeront sur le travail de Marie-Pierre Thiébaut, à  travers des écrits, un film, des préfaces à l’occasion d’expositions. Elle meurt le 19 janvier 2010.

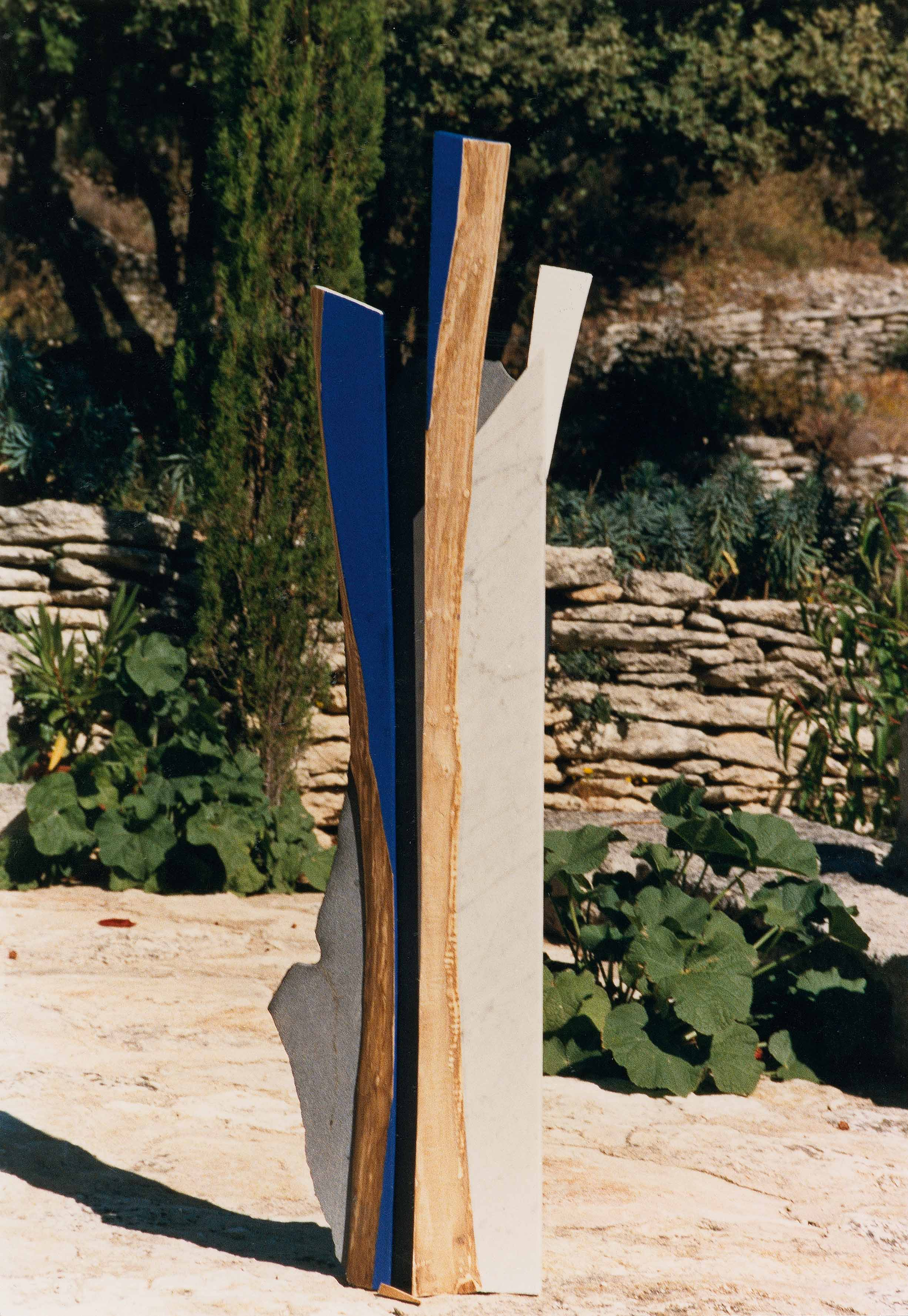
Marie-Pierre Thiébaut "Végétal no 3", 1988. Marbre et bois peint (hauteur 120 cm) Collection particulière

## Œuvre
Des assemblages de bambous et ciment aux empreintes de corps et de végétaux, la pratique artistique de Marie-Pierre Thiébaut interroge la relation entre l’homme et la nature. En parlant de ces œuvres, Marguerite Duras écrit : « Où est-on ? Dans le fond de la mer ? Dans le fond d’une femme ? Dans un fruit ? Je crois qu’on est à la fois dans la mer et dans l’organe. Dans le milieu premier, commun, la symbiose marine. »1.
À ses débuts auprès d’Ossip Zadkine, ses sculptures sont plutôt des représentations du corps féminin. Vers 1976, l’intérêt que Marie-Pierre Thiébaut porte aux matériaux va diriger toute sa création. Elle les choisit en fonction de leur potentialité expressive et de leur énergie spécifique. D’ici commence ses séries de bambous et ciment. Renée Beslon évoque merveilleusement cette « Matière obscurément agissante, de sa mouvance insidieuse ou brusque qui fait bouger les formes de la vie »2. La blancheur et les modulations que crée le ciment laissent apparaître des formes douces, évoquant des plages ou des paysages.
Marie-Pierre Thiébaut réalise à la fin des années 1980 la série Alliages, des sculptures constituées de fragments de bois, marbre et granit trouvés au hasard de ses incursions et qu’elle met en scène. Son geste artistique réside alors dans le choix de matériaux, qu’elle anoblit en les recouvrant partiellement de peinture blanche ou bleu, parfois de feuille d’or. Elle confronte les matières en soulignant parfois d’un trait noir les volumes, et en « jouant de leur brillance ou de leur matité »3. Rencontre verticale entre le minéral et le végétal, mise en exergue de cette nature magnifiée, ces sculptures se nomment « paysage de granit, arbre bleu… »
L’artiste va ensuite confronter directement son corps à la matière, avec des séries d’empreintes de terre sur papier ou carton (doigts, paumes, seins, ventres). Véritables « sculptures plates », donnant à voir un geste premier et originel. L’empreinte est appliquée à rythme régulier sur le support : il s’agit bien là de référencer le vivant avec ses œuvres intitulées Taxinomies. Parfois survient la déchirure, révélant la résistance ou la fragilité du support. Pour Maurice Benhamou 4, ces œuvres expriment avec force l’acte nu, l’acte plastique même.

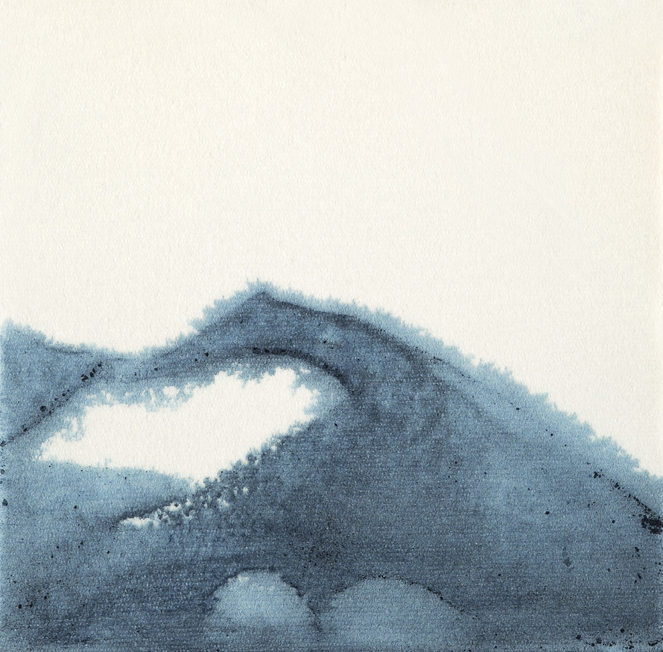
Marie-Pierre Thiébaut "Paysage de montagne", 2009. Imprégnation de pigment bleu de Prusse sur papier Coll. musée de l'Hospice Saint-Roch, Issoudun. Don

Les dernières séries de Marie-Pierre Thiébaut s’inscrivent dans cette continuité de « sculptures plates », et deviennent paysages. Les empreintes de corps laissent place à des empreintes de végétaux, ou encore à des imprégnations de matières minérales, comme celles qui figurent dans le recueil poétique Naissances d'argile de Joëlle Pagès-Pindon (2010, Editions du Frisson esthétique). L’artiste multiplie les techniques, explorant toujours un même support de papier ou de carton. Impressions de terres et de pigments, collages, pliages et enfin dessins, la pratique artistique de Marie-Pierre Thiébaut s’épure, le corps est simplement insinué et n’est plus ici qu’outil, s’effaçant au bénéfice de la matière.
Elle sera également l’auteur de bijoux en argent (bagues, pendentifs, broches, colliers), petits « paysages » très proches de ses œuvres de l’époque des Plages, qu’elle aimait souvent porter sur elle. Marguerite Duras nous dit encore de ses œuvres « Toutes les sculptures de Thiébaut (…) même les plus petites sont de nature monumentale. »5
1 DURAS Marguerite, Outside, Ed. Albin Michel, 1981
2 BESLON Renée, préface de l’exposition Plages-Sculptures, Galerie des Femmes, Paris (7 février-19 mars 1983)
3 BESLON-DEGOTTEX Renée, préface de l’exposition alliages, Espace Pierre Cardin, Paris (6-29 juin 1990)
4 BENHAMOU Maurice, Les Empreintes de Marie-Pierre Thiébaut, 1996
5 DURAS Marguerite, préface de l’exposition Paysages, Paris, 1972

## Citations
« Elle est jeune, et la sculpture devenant la préoccupation primordiale de sa vie, je suis sûr que le soleil éclairera son œuvre d’un monde véritablement découvert »

— Ossip Zadkine, préface de l’exposition Sculptures petits formats, Locle, 1956.

« Où est-on ? Dans le fond de la mer ? Dans le fond d’une femme ? Dans un puits ? Dans un fruit ? Je crois qu’on est à la fois dans la mer et dans l’organe. Dans le milieu premier, commun, la symbiose marine.
La force et la grâce des sculptures de Thiébaut viennent, il me semble, de là.
Toutes les sculptures de Thiébaut pourraient être agrandies aux dimensions architecturales. Toutes, même les plus petites, sont de nature monumentale. Pourquoi ? Parce que leur sujet n’est pas circonscrit, ni dans l’espace, ni dans le temps. Il est le principe même du non-sujet. De ce fait, on s’aperçoit qu’un sexe de femme qu’on peut tenir dans la main pourrait s’élever sur la place centrale de la cité. »

— Marguerite Duras, préface de l’exposition Paysages, Paris, 1972.

« […] les œuvres de Marie-Pierre Thiébaut, se sourcent à un autre corps, plus léger, à une autre sensibilité, plus fine, à une autre sensualité, plus diffuse. C’est ainsi donc que, pour elle, il ne s’agit pas d’informer une idée, d’imposer un sujet, de se livrer à un travail offensif sur la matière, mais de découvrir, à travers le processus de réalisation, les potentialités expressives du matériau qu’elle s’est choisi. »

— Renée Beslon, préface de l’exposition Plages-Sculptures, Paris, 1983.

« Contrairement au « rêve de pierre » baudelairien, au moulage impersonnel, la pression du corps, son élan, la résistance réciproque de la glaise font que, au-delà de l’anonymat délibéré, le corps s’exprime en quelque sorte par lui-même, directement. »

— Maurice Benhamou, préface de l’exposition Les Empreintes de Marie-Pierre Thiébaut, Paris, 1996.

## Liste des expositions
Expositions personnelles
- 1956 : Marie-Pierre Thiébaut, Sculptures petits formats, préface d’Ossip Zadkine, Musée des Beaux-arts de Locle, Suisse (4 -19 février).
- 1972 : Paysages, Sculptures de Marie-Pierre Thiébaut, préface de Marguerite Duras, Galerie de l’espace Pierre Cardin, Paris (24 février - 25 mars).
- 1983 : Marie-Pierre Thiébaut, Plages-Sculptures, préface de Renée Beslon, La Galerie des Femmes, Paris (7 février - 19 mars).
- 1990 : Marie-Pierre Thiébaut, Alliages, préface de Renée Beslon-Degottex, Espace Pierre Cardin, Paris (6 - 29 juin).
- 1995 : Terre, empreintes et traces, « Elles » texte de Daniel Dobbels, Aumônerie Saint-Jacques, Gordes (1er - 12 juillet).
- 1997 : Les Empreintes de Marie-Pierre Thiébaut, texte de Maurice Benhamou, Galerie Romagny, Paris.
- 2003 : Marie-Pierre Thiébaut, « La terre et l’eau » - Empreintes, textes de Maurice Benhamou et de Michelle Porte. Galerie Annie Lagier, L’Isle-sur-la-Sorgue (17 mai -15 juin).
- 2007 : Marie-Pierre Thiébaut, Arborescences, Galerie Annie Lagier, L’Isle-sur-la-Sorgue, (28 avril - 3 juin)
- 2012 : Exposition à venir au Musée de l’Hospice Saint-Roch, Issoudun (20 octobre-30 décembre)
- 2019-2020 : Marie-Pierre Thiébaut (1933-2010) : La forme-geste, Musée de la Piscine, Roubaix (19 octobre 2019 — 2 février 2020)[2]

Expositions collectives
- 1958 : Les élèves de Zadkine, Galerie Simone Badinier, Paris
- 1962 : Sculpteurs d’aujourd’hui, Galerie Blumenthal, Paris
- 1974 : 28e Salon de Mai, Paris
- 1982-1983 : Travaux sur papier - Objets, Exposition organisée par Dany Bloch. Centre culturel Jacques-Prévert, Villeparisis, (4 décembre 1982 - 30 janvier 1983).
- 1986 : Distances, Chapelle Saint-Louis de la Salpétrière, Paris (16 avril - 10 mai)
- 1992 : Marie-Pierre Thiébaut, l’Écriture bois, préface de Brigitte Favresse, Galerie d’art la Tour des Cardinaux, L’Isle-sur-la-Sorgue (20 août -27 septembre).
- 1996 : Triptyque : « Taxinomies-Déchirures », Galerie Romagny, Paris
- 1997 : L’Empreinte, Commissaires de l’exposition : Georges Didi-Huberman, Didier Semin, Centre Georges Pompidou, Paris (19 février-12 mai).
- 2010 : L’Abbyac 2010, Abbaye Art Contemporain, Abbaye Saint-André, Villeneuve-lez-Avignon, (9-12 septembre)